# Niels Rood
Niels Rood (Velp (Gelderland), 4 mei 1962) is een Nederlandse schrijver van thrillers en kinderboeken. Ook is hij lokaal bestuurder.
Samen met zijn zus Lydia Rood schreef hij in de jaren negentig zeven thrillers, waarvan er één genomineerd werd voor de Gouden Strop. Tegenwoordig schrijft hij kinderboeken. Zijn eerste kinderboek was De Plunderpiraat (2007), een voorlees-prentenboek samen met illustratrice Annet Schaap. Slimme Witte Veer en de Stormvogel is een boek over een jonge Lakota-indiaan, dat verscheen in 2007. In november 2008 verscheen "Zoektocht door de nacht", met tekeningen van Els van Egeraat. In 2009 kwam "SOS Dolfijnen" uit, dat zich afspeelt in Curaçao. In hetzelfde jaar verscheen de jeugdthriller "Voorgoed verdwenen", opnieuw samen met zijn zus. In het voorjaar van 2010 verschenen twee nieuwe dolfijnenboeken: "Dolfijn in gevaar" en "Dolfijn ontvoerd". In de zomer van 2010 verscheen "Paniek in de Toko", een boek over vier ondernemende kinderen, dat op de tiplijst werd geplaatst van de Nederlandse Kinderjury. De opvolger, Paniek in de Nachtfabriek, verscheen in 2011. In de dolfijnenserie kwamen "Dolfijn gewond" uit in 2010 en "Dolfijn op zoek" in 2011. In januari 2011 kwam "De Vliegende Hollander" uit, een voorleesprentenboek met illustraties van Yke Reeder. 
Niels Rood is vader van twee dochters. Hij woont in Eemnes en was daar van maart 2010 tot april 2013 en van 2018-2021 raadslid voor D66. Van 2014 tot 2018 was hij wethouder. In 2024 werd hij wethouder voor Larens Behoud in Laren.
- International Standard Name Identifier: 0000 0001 2027 4795
- Library of Congress Control Number: n2002037611
- Nederlandse Thesaurus van Auteursnamen: 074829750
- Virtual International Authority File: 266592916
- WorldCat: E39PBJkMGBpBkR7Kv6QrVhMMfq